# Кампу-Белу (мікрорегіон)

Кампу-Белу на карті штату Мінас-Жерайс

Кампу-Белу (порт. Microrregião de Campo Belo) — мікрорегіон у Бразилії, входить до штату Мінас-Жерайс. Складова частина мезорегіону Захід штату Мінас-Жерайс. Населення становить 112 649 чоловік на 2006 рік. Займає площу 2706,922 км². Густота населення — 41,6 чол./км².

## Склад мікрорегіону
До складу мікрорегіону включені такі муніципалітети:
1. Агуаніл
2. Кампу-Белу
3. Кана-Верді
4. Кандеяс
5. Крістайс
6. Пердойнс
7. Сантана-ду-Жакаре

| Бразилія | Це незавершена стаття з географії Бразилії. Ви можете допомогти проєкту, виправивши або дописавши її. |